# Australia and New Zealand Banking Group
Australia and New Zealand Banking Group — австралийская финансовая группа. Вместе с Commonwealth Bank, National Australia Bank и Westpac составляет большую четверку банков Австралии. ANZ является также крупнейшим банком в Новой Зеландии, где работает его дочернее общество — ANZ National Bank.

## История
Группа образовалась в результате объединения трёх банков, основанных в XIX веке в Лондоне для ведения операций в Австралии.
Bank of Australasia был основан в 1835 году, через два года был создан Union Bank of Australia. В 1852 году начал работу The English, Scottish and Australian Bank, в 1921 году он поглотил ещё два банка, работавших в этом регионе, Commercial Bank of Tasmania и London Bank of Australia, а в 1927 году к нему был присоединен Royal Bank of Australia.
В 1951 году Bank of Australasia был объединён с Union Bank of Australia под название Australia and New Zealand Bank Limited (ANZ Bank). В 1968 году он открыл представительство в Нью-Йорке, а в следующем году — в Токио.
Современная группа была образована 1 октября 1970 года слиянием ANZ Bank с English, Scottish and Australian Bank. В 1977 году группа изменила юрисдикцию с Великобритании на Австралию. В 1979 году был куплен Bank of Adelaide, в 1984 году — Grindlays Bank, в 1989 году — почтовый банк Новой Зеландии.
В 1993 году была открыта новая штаб-квартира в Мельбурне, также в этом году были проданы канадские операции, входившие в состав Grindlays Bank; покупателем стал канадский филиал HSBC Bank Canada. Другой британский банк, Standard Chartered, в 2000 году купил азиатские активы Grindlays Bank.
В 2009 году за $550 млн были куплены азиатские дочерние структуры Royal Bank of Scotland, вынужденного свернуть свои зарубежные операции.

## Деятельность
Активы на середину 2020 года составляли 1,04 трлн австралийских долларов ($772 млрд, первое место в Австралии), из них выданные кредиты составили 617 млрд; на принятые депозиты пришлось 682 млрд пассивов. Основную часть выручки составляет чистый процентный доход, в 2019—20 финансовом году 14 млрд из 17,6 млрд австралийских долларов.
Основные подразделения:
- розничный и коммерческий банкинг в Австралии — банковское обслуживание физических лиц, малого и среднего бизнеса в Австралии; выручка — 9,1 млрд.
- корпоративный банкинг — банковские услуги корпорациям, финансовым институтам и правительствам; выручка — 5,8 млрд.
- розничный и коммерческий банкинг в Новой Зеландии — банковское обслуживание физических лиц, малого и среднего бизнеса в Новой Зеландии; выручка — 3,2 млрд.
- тихоокеанские острова — банковские услуги на островах Тихого Океана и некоторых странах Азии; выручка — 0,2 млрд[2].

|                                         | Активы, млрд A$ | Депозиты, млрд A$ | Собственные средства, A$ | Выручка, млрд A$ | Чистая прибыль, млрд A$ | Рыночная капитализация, млрд A$ | Сотрудников, тыс. чел. |
| --------------------------------------- | --------------- | ----------------- | ------------------------ | ---------------- | ----------------------- | ------------------------------- | ---------------------- |
| Australia and New Zealand Banking Group | 1042            | 682               | 61,3                     | 17,64            | 3,58                    | 79,3                            | 38,6                   |
| Commonwealth Bank of Australia          | 1014            | 702               | 72,01                    | 23,93            | 9,63                    | 177                             | 41,8                   |
| Westpac                                 | 912             | 591               | 68,07                    | 20,18            | 2,29                    | 93,6                            | 36,8                   |
| National Australia Bank                 | 867             | 546               | 61,29                    | 17,26            | 2,56                    | 86                              | 34,9                   |